# Xavier Guinovart Marquès
Xavier Guinovart Marquès (Barcelona, 14 de juny de 1974) és un fisioterapeuta, corredor de curses de muntanya i raids d'aventura i ultramaratonià català.
Guinovart, corredor de curses de muntanya i raids d'aventura, a més d'ultramaratonià, ha format part de l'Associació Esportiva Diedre i de la Selecció Catalana de Curses de Muntanya, de la qual és també fisioterapeuta des de l'any 2007. Competint amb aquesta selecció, aconseguí el títol de campió del món per equips de curses de muntanya entre el 2005 i el 2008. També ha estat campió de Catalunya de curses de muntanya amb l'AE Diedre el 2009. L'any 2010 fou campió de Catalunya de raids, i també guanyador de la Copa Catalana de raids. Des de l'any 2009 combina les curses amb els raids com a forma d'entrenament i amb proves de llarga distància de tipus Ultra Trail.